# Caiçara (Paraíba)
Caiçara es un municipio brasileño del estado de Paraíba, localizado en la microrregión de Guarabira. Según el censo del IBGE del año 2010, la población era de 7220 habitantes.